# Joshua Bertie
Joshua Bertie (9 ottobre 1996) è un calciatore anglo-verginiano, difensore del Bashley e della nazionale anglo-verginiana.

## Carriera

### Club
Ha giocato tra la settima e la decima divisione inglese.

### Nazionale
Nel 2018 ha esordito con la nazionale anglo-verginiana.

## Statistiche

### Cronologia presenze e reti in nazionale
| Cronologia completa delle presenze e delle reti in nazionale ― Isole Vergini Britanniche | Cronologia completa delle presenze e delle reti in nazionale ― Isole Vergini Britanniche | Cronologia completa delle presenze e delle reti in nazionale ― Isole Vergini Britanniche | Cronologia completa delle presenze e delle reti in nazionale ― Isole Vergini Britanniche | Cronologia completa delle presenze e delle reti in nazionale ― Isole Vergini Britanniche | Cronologia completa delle presenze e delle reti in nazionale ― Isole Vergini Britanniche | Cronologia completa delle presenze e delle reti in nazionale ― Isole Vergini Britanniche | Cronologia completa delle presenze e delle reti in nazionale ― Isole Vergini Britanniche |
| Data                                                                                     | Città                                                                                    | In casa                                                                                  | Risultato                                                                                | Ospiti                                                                                   | Competizione                                                                             | Reti                                                                                     | Note                                                                                     |
| ---------------------------------------------------------------------------------------- | ---------------------------------------------------------------------------------------- | ---------------------------------------------------------------------------------------- | ---------------------------------------------------------------------------------------- | ---------------------------------------------------------------------------------------- | ---------------------------------------------------------------------------------------- | ---------------------------------------------------------------------------------------- | ---------------------------------------------------------------------------------------- |
| 25-7-2018                                                                                | Philipsburg                                                                              | Sint Maarten                                                                             | 2 – 3                                                                                    | Isole Vergini Britanniche                                                                | Amichevole                                                                               | -                                                                                        |                                                                                          |
| 14-10-2018                                                                               | Paramaribo                                                                               | Suriname                                                                                 | 5 – 0                                                                                    | Isole Vergini Britanniche                                                                | CONCACAF Nations League 2019-2020 - Qualificazioni                                       | -                                                                                        | 28’ 46’                                                                                  |
| 17-10-2018                                                                               | Fort-de-France                                                                           | Martinica                                                                                | 4 – 0                                                                                    | Isole Vergini Britanniche                                                                | CONCACAF Nations League 2019-2020 - Qualificazioni                                       | -                                                                                        |                                                                                          |
| 21-3-2019                                                                                | The Valley                                                                               | Isole Vergini Britanniche                                                                | 2 – 2                                                                                    | Turks e Caicos                                                                           | CONCACAF Nations League 2019-2020 - Qualificazioni                                       | -                                                                                        |                                                                                          |
| 24-3-2019                                                                                | The Valley                                                                               | Isole Vergini Britanniche                                                                | 1 – 2                                                                                    | Bonaire                                                                                  | CONCACAF Nations League 2019-2020 - Qualificazioni                                       | -                                                                                        |                                                                                          |
| 6-9-2019                                                                                 | Willemstad                                                                               | Bonaire                                                                                  | 4 – 2                                                                                    | Isole Vergini Britanniche                                                                | CONCACAF Nations League 2019-2020 - Fase a gironi                                        | -                                                                                        |                                                                                          |
| 15-11-2019                                                                               | Nassau                                                                                   | Bahamas                                                                                  | 3 – 0                                                                                    | Isole Vergini Britanniche                                                                | CONCACAF Nations League 2019-2020 - Fase a gironi                                        | -                                                                                        | 56’                                                                                      |
| 27-3-2021                                                                                | Willemstad                                                                               | Isole Vergini Britanniche                                                                | 0 – 3                                                                                    | Guatemala                                                                                | Qual. Mondiali 2022                                                                      | -                                                                                        | 71’                                                                                      |
| 30-3-2021                                                                                | Willemstad                                                                               | Saint Vincent e Grenadine                                                                | 5 – 0                                                                                    | Isole Vergini Britanniche                                                                | Qual. Mondiali 2022                                                                      | -                                                                                        |                                                                                          |
| 2-5-2021                                                                                 | Città del Guatemala                                                                      | Cuba                                                                                     | 5 – 0                                                                                    | Isole Vergini Britanniche                                                                | Qual. Mondiali 2022                                                                      | -                                                                                        |                                                                                          |
| 5-6-2021                                                                                 | Città del Guatemala                                                                      | Isole Vergini Britanniche                                                                | 0 – 8                                                                                    | Curaçao                                                                                  | Qual. Mondiali 2022                                                                      | -                                                                                        |                                                                                          |
| 23-3-2023                                                                                | Tortola                                                                                  | Isole Vergini Britanniche                                                                | 1 – 3                                                                                    | Porto Rico                                                                               | CONCACAF Nations League 2022-2023 - Fase a gironi                                        | -                                                                                        | 62’                                                                                      |
| 9-9-2023                                                                                 | Tortola                                                                                  | Isole Vergini Britanniche                                                                | 3 – 1                                                                                    | Turks e Caicos                                                                           | CONCACAF Nations League 2023-2024 - Fase a gironi                                        | -                                                                                        | 62’                                                                                      |
| Totale                                                                                   |                                                                                          | Presenze                                                                                 | 13                                                                                       |                                                                                          | Reti                                                                                     | 0                                                                                        |                                                                                          |